# T-функція Оуена
В математиці, T-функція Оуена {\displaystyle T(h,a)}, названа на честь статистика Дональда Брюса Оуена, визначається формулою
{\displaystyle T(h,a)={\frac {1}{2\pi }}\int _{0}^{a}{\frac {e^{-{\frac {1}{2}}h^{2}(1+x^{2})}}{1+x^{2}}}dx\quad \left(-\infty <h,a<+\infty \right).}
Вперше функція була представлена Оуеном в 1956 році.

## Застосування
Функція {\displaystyle T(h,a)} дає ймовірність події ({\displaystyle X>h} та {\displaystyle 0<Y<aX}), де X і Y є незалежними стандартними нормальними випадковими величинами.
Цю функцію можна використовувати для обчислення двовимірних ймовірностей нормального розподілу, і далі - для обчислення багатовимірних ймовірностей нормального розподілу. Вона також часто зустрічається в різних інтегралах, в яких використовуються функції Гауса.
Доступні комп’ютерні алгоритми для точного розрахунку цієї функції; квадратура застосовується з 1970-х років.

## Властивості
{\displaystyle T(h,0)=0}
{\displaystyle T(0,a)={\frac {1}{2\pi }}\arctan(a)}
{\displaystyle T(-h,a)=T(h,a)}
{\displaystyle T(h,-a)=-T(h,a)}
{\displaystyle T(h,a)+T(ah,{\frac {1}{a}})={\frac {1}{2}}\left(\Phi (h)+\Phi (ah)\right)-\Phi (h)\Phi (ah)\quad {\text{if}}\quad a\geq 0}
{\displaystyle T(h,a)+T(ah,{\frac {1}{a}})={\frac {1}{2}}\left(\Phi (h)+\Phi (ah)\right)-\Phi (h)\Phi (ah)-{\frac {1}{2}}\quad {\text{if}}\quad a<0}
{\displaystyle T(h,1)={\frac {1}{2}}\Phi (h)\left(1-\Phi (h)\right)}
{\displaystyle \int T(0,x)\,\mathrm {d} x=xT(0,x)-{\frac {1}{4\pi }}\ln(1+x^{2})+C}
Тут Φ (x) - стандартна нормальна кумулятивна функція розподілу
{\displaystyle \Phi (x)={\frac {1}{\sqrt {2\pi }}}\int _{-\infty }^{x}\exp \left(-t^{2}/2\right)\,\mathrm {d} t}
Більше властивостей можна знайти в літературі.

## Програмне забезпечення
- Owen's T function [Архівовано 2 листопада 2020 у Wayback Machine.] (user web site) - offers C++, FORTRAN77, FORTRAN90, and MATLAB libraries released under the LGPL license LGPL
- Owen's T-function is implemented in Mathematica since version 8, as OwenT [Архівовано 26 червня 2014 у Wayback Machine.].

## Зовнішні посилання
- Why You Should Care about the Obscure [Архівовано 11 жовтня 2010 у Wayback Machine.] (Wolfram blog post) (англ.)